# Merkuriusz Uniwersytecki
Merkuriusz Uniwersytecki – oficjalny tytuł prasowy Instytutu Dziennikarstwa Uniwersytetu Warszawskiego. Początkowo jako miesięcznik drukowany, od 2004 r. internetowe pismo warsztatowe. Zamieszcza artykuły publicystyczne, komentarze do aktualnych wydarzeń politycznych, kulturalnych i sportowych, felietony, recenzje filmowe i literackie.